# Gerhard Kegler
Gerhard Kegler (* 26. Januar 1898 in Grünewald, Kreis Neustettin; † 16. Juli 1986 in Gießen) war ein deutscher Offizier, zuletzt im Range eines Generalmajors im Zweiten Weltkrieg.

## Leben
Kegler trat am 1. März 1917 als Fähnrich in die Armee ein. Er diente (ab April 1918) als Offizier im Ersten Weltkrieg.
Nach Ende des Krieges wurde er in die Reichswehr übernommen und wirkte in verschiedenen Einheiten; 1937 erreichte er den Rang eines Majors.
In der Wehrmacht  diente Kegler vor allem als Regimentskommandeur, wobei er von Juni 1941 bis Oktober 1944 durchgehend an der Ostfront im Einsatz war. Unter anderem befehligte er das Infanterie-Regiment 27 der 12. Infanterie-Division während der Kesselschlacht von Demjansk (Februar bis April 1942). Kurzzeitig übernahm er im Oktober 1944 das Kommando über die 48. Infanterie-Division an der Westfront, wechselte aber bald an die Spitze der 245. Infanterie-Division. In seiner letzten Beurteilung wurde Kegler als uneingeschränkt zum Divisionskommandeur geeignet beschrieben und deshalb noch im gleichen Monat zum Generalmajor befördert.
Im Verlauf der ab dem 12. Januar 1945 angelaufenen sowjetischen Weichsel-Oder-Operation brach die deutsche Ostfront auf einer Länge von mehreren Hundert Kilometern zusammen. Einzelne Verbände und versprengte Truppenteile versuchten sich durch die ehemals polnischen Gebiete und die deutschen Ostprovinzen zur Oder zu entkommen. Hitler unterstellte am 24. Januar 1945 alle Verbände und die herangeführten Verstärkungen dem Oberkommando der neuen Heeresgruppe Weichsel unter dem Befehl des Reichsführer SS Heinrich Himmler, der versuchte aus Versprengten, rückwärtigen Diensten und Volkssturm neue Einheiten zu bilden und sie gegen die vorstoßenden sowjetischen Verbände zu führen.
Am 30. Januar erhielt Kegler den von der Heeresgruppe den Auftrag die neu gebildete Infanterie-Division Woldenberg zu übernehmen. Nach eigenen Angaben fand er den Verband im Raum Friedeberg „in nahzu aufgelöstem Zustand“ auf dem Rückzug nach Landsberg an der Warthe vor: „Mit übergeordneten Kdo.-Stellen bestand keine Verbindung, Nachbartruppen waren nicht vorhanden.“ Außerdem fehlte es an Munition, einer Nachrichten-Abteilung sowie einem Divisionsarzt. Panzerbrechende Waffen gab es kaum und die Artillerie bestand aus lediglich zwei bespannten Batterien. Obwohl Keglers „Division“ nach eigener Aussage praktisch „kampfunfähig“ war, erhielt sie am 31. Januar 1945 vom Oberkommando der 9. Armee unter General Theodor Busse den Befehl Landsberg mit seinen 45.000 Einwohnern als „Festung“ und ihm selbst als „Kampfkommandant“ zu verteidigen. Da seine Kräfte dazu nicht ausreichten und die Verteidigung des Ortes nicht vorbereitet war, ließ Kegler lediglich die Brücke über die Warthe sprengen und ordnete dann in einem klaren Akt von Befehlsverweigerung den Rückzug an. Am 4. Februar 1945 erreichte die Division Woldenberg unter Kämpfen mit sowjetischen Truppen die deutschen Linien bei Küstrin, wo sie in den folgenden Kämpfen bis zum April 1945 (→ Kampf um Küstrin) eingesetzt wurde.
Kegler selbst erhielt Befehl sich beim Kriegsgericht in Torgau zu melden, wo Untersuchungsrichter Dr. jur. Freiherr von Dörnberg den Fall untersuchte. Ihm wurde vorgeworfen, die „die Stadt den Bolschewisten ohne wirksamen Widerstand überlassen“ zu haben. Die Aussagen des Generalmajors zur Sinnlosigkeit der erteilten Befehle wurden von seinem Stabschef bestätigt. Dörnberg versuchte Zeugen der Division Woldenberg zu vernehmen, was er nur telefonisch konnte, da diese inzwischen in Küstrin eingeschlossen waren. Zuletzt musste der Stab der 9. Armee bestätigen, dass Kegler kaum Panzerabwehrmittel zugeteilt worden waren während man gleichzeitig mit dem Angriff eines sowjetischen Gardepanzerkorps (ca. 500 Panzer) an Landsberg gerechnet habe. General Busse gab an, dass die kriegsgerichtliche Verfolgung des Falles allein auf Betreiben Himmlers erfolge und ein Stabsoffizier ergänzte „es sei Soldatenpech, wenn man Kommandeur einer solch zusammengewürfelten Division würde.“ Aus einem Aktenvermerk des vorgesetzten Armeeoberkommando 9 ging zudem hervor, dass man dort Keglers am 31. Januar noch mit „400 Mann, 4 Pz. und 8,8 Flak“ annahm.
Tatsächlich ließ Himmler täglich nach dem Stand des Verfahrens im Kriegsgericht nachfragen. Kegler wurde daraufhin vom Reichskriegsgericht (Str.P.L. 9/45 des 3. Senats) wegen „Pflichtverletzung im Feld“ zum Tode verurteilt, weil er entgegen dem Befehl die Räumung der Stadt nicht verhindert hatte. Der Präsident des Reichskriegsgerichts Hans-Karl von Scheele erwirkte bei Himmler jedoch die Aussetzung des Urteils bis Kriegsende. Stattdessen wurde Kegler zum einfachen Soldaten degradiert und „zur Bewährung“ in die Division Groß-Döberitz versetzt, „wo er entweder den Soldatentod finden oder sich durch beispiellose Tapferkeit einen Gnadenerweis verdienen“ könne, wie es in der Begründung hieß. Bei den Endkämpfen an der Ostfront wurde er im April 1945 schwer verwundet.
Als General a. A. Theodor Busse im April 1955 einen Beitrag für die Wehrwissenschaftliche Rundschau verfasste, in dem er über Kegler schrieb „er floh in einem Zuge bis Küstrin“, schrieb Kegler in der gleichen Zeitschrift eine Gegendarstellung, in der er „die gegen ihn erhobenen eherverletzenden Angriffe mit Entschiedenheit“ zurückwies. Dem Beitrag fügte er zudem eine Stellungnahme Dörnbergs bei.
Erst einige Monate später wurde das Urteil gegen Kegler offiziell aufgehoben.

## Auszeichnungen
Dies ist eine unvollständige Auswahl.
- Eisernes Kreuz (1914) II. und I. Klasse
- Spange zum Eisernen Kreuz II. und I. Klasse
- Deutsches Kreuz in Gold am 1. Dezember 1941